# Vélu

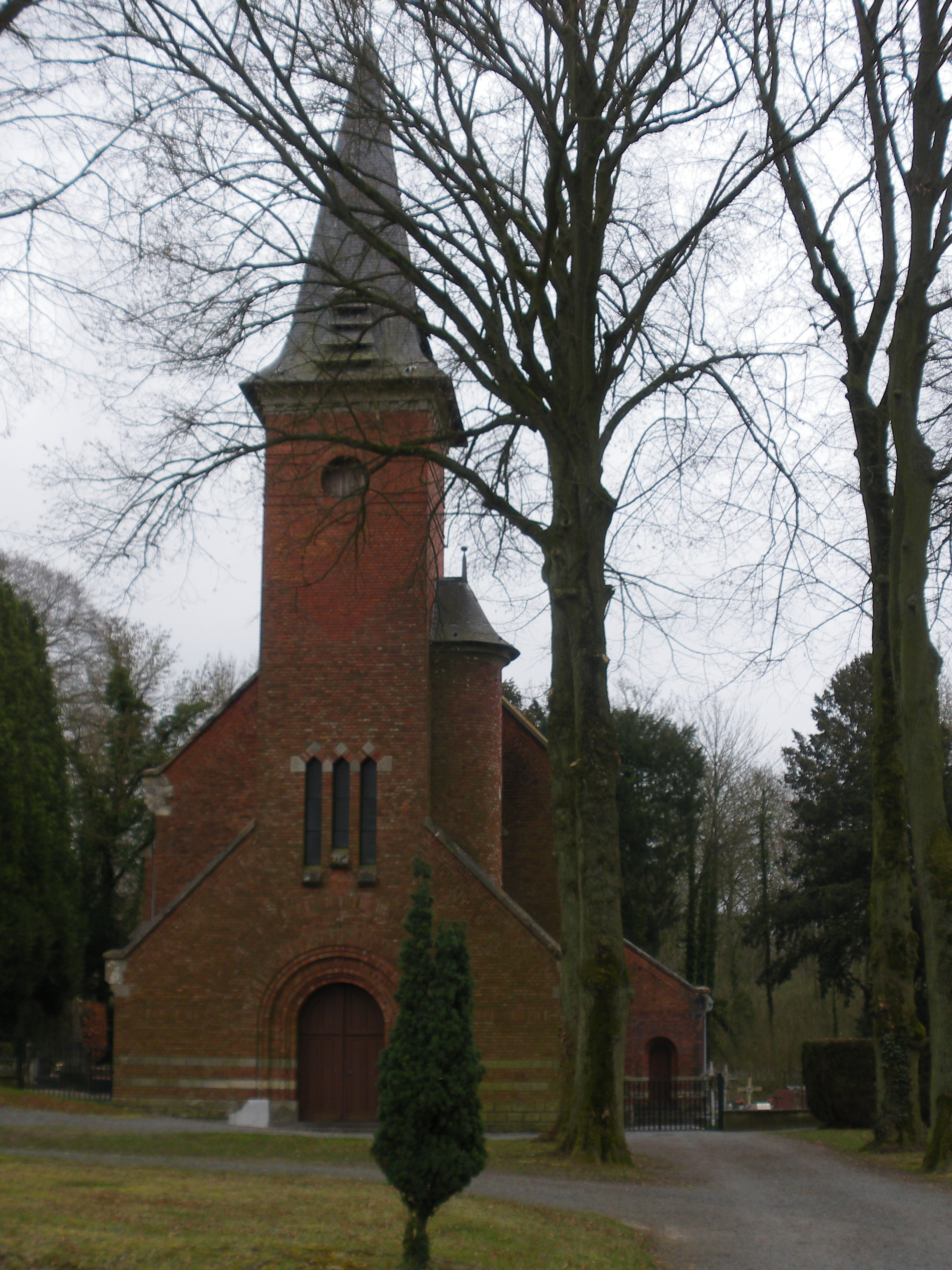
Kościół pw. św. Amanda (2014)

Vélu – miejscowość i gmina we Francji, w regionie Hauts-de-France, w departamencie Pas-de-Calais.
Według danych na rok 1990 gminę zamieszkiwało 130 osób, a gęstość zaludnienia wynosiła 41 osób/km² (wśród 1549 gmin regionu Nord-Pas-de-Calais Vélu plasuje się na 1073. miejscu pod względem liczby ludności, natomiast pod względem powierzchni na miejscu 830.).